# Szymon Czacki
Szymon Czacki (ur. 25 listopada 1981 w Katowicach) – polski aktor teatralny, filmowy i telewizyjny, doktor sztuki. Od 2012 jest aktorem Narodowego Starego Teatru im. Heleny Modrzejewskiej w Krakowie oraz nauczycielem akademickim Akademii Sztuk Teatralnych im. Stanisława Wyspiańskiego w Krakowie.

## Życiorys
Jest absolwentem (rocznik 2005) Wydziału Aktorskiego Państwowej Wyższej Szkoły Teatralnej im. L. Solskiego w Krakowie. W 2018 otrzymał stopień doktora sztuk teatralnych.
Zadebiutował w 2006 rolą Pana Młodego w Teatrze STU w Weselu wyreżyserowanym przez Michała Zadarę. W tym samym roku rozpoczął pracę w Teatrze Współczesnym we Wrocławiu. Od 2012 jest aktorem Narodowego Starego Teatru im. Heleny Modrzejewskiej w Krakowie oraz nauczycielem akademickim Akademii Sztuk Teatralnych im. Stanisława Wyspiańskiego w Krakowie. Współpracował też z teatrami Soho, Imka, Nowym, Studio i Narodowym w Warszawie, Teatrem Polskim w Bydgoszczy, Paper Tiger Theater w Pekinie oraz Teatrem Łaźnia Nowa w Krakowie.

## Filmografia (wybór)[3]
- 2007
  - Fala zbrodni (odc. 95)
- 2009
  - Nie opuszczaj mnie
- 2013
  - Komisarz Alex (odc. 34)
- 2014
  - Małe stłuczki
  - Miasto 44
- 2016
  - Artyści (odc. 7)
  - Bodo
- 2017
  - Serce miłości
- 2018
  - Pod powierzchnią (odc. 1)
  - O mnie się nie martw (odc. 114)
  - Wojenne dziewczyny (odc. 25-26)
- 2019
  - Komisarz Alex (odc. 152)
  - Wojenne dziewczyny (odc. 32-35)
- 2020 
  - Osiecka (odc. 2)
  - Stulecie Winnych (odc. 16)

## Teatr (wybór)[1][5]
- 2006
  - Wesele, Krakowski Teatr Scena STU
  - Balladyna, Wrocławski Teatr Współczesny im. Edmunda Wiercińskiego
  - Kartoteka, Wrocławski Teatr Współczesny im. Edmunda Wiercińskiego
- 2007
  - Księga Rodzaju 2, Wrocławski Teatr Współczesny im. Edmunda Wiercińskiego
  - Traktat, Wrocławski Teatr Współczesny im. Edmunda Wiercińskiego
- 2008
  - Baal, Wrocławski Teatr Współczesny im. Edmunda Wiercińskiego
  - ...np.Majakowski, Wrocławski Teatr Współczesny im. Edmunda Wiercińskiego
  - Kupiec wenecki, Wrocławski Teatr Współczesny im. Edmunda Wiercińskiego
- 2009
  - Kaspar, Wrocławski Teatr Współczesny im. Edmunda Wiercińskiego
  - Król Lear, Wrocławski Teatr Współczesny im. Edmunda Wiercińskiego
- 2010
  - Ostatnie kuszenie, Teatr Łaźnia Nowa
- 2011 
  - Wyspy, Nowy Teatr w Warszawie
  - Lenz, Teatr Narodowy w Warszawie
  - Nasze miasto, Teatr IMKA w Warszawie
  - Artaud. Sobowtór i jego teatr, Teatr Studio im. Stanisława Ignacego Witkiewicza w Warszawie
- 2012
  - Paw królowej, Narodowy Stary Teatr im. Heleny Modrzejewskiej w Krakowie
  - Kordian, Narodowy Stary Teatr im. Heleny Modrzejewskiej w Krakowie
- 2013
  - Poczet Królów Polskich, Narodowy Stary Teatr im. Heleny Modrzejewskiej w Krakowie
- 2014
  - nie-boska komedia. WSZYSTKO POWIEM BOGU!, Narodowy Stary Teatr im. Heleny Modrzejewskiej w Krakowie
  - Edward II, Narodowy Stary Teatr im. Heleny Modrzejewskiej w Krakowie
  - Afryka, Teatr Polski im. Hieronima Konieczki w Bydgoszczy
- 2015
  - Hamlet, Narodowy Stary Teatr im. Heleny Modrzejewskiej w Krakowie
  - Sprawa Gorgonowej, Narodowy Stary Teatr im. Heleny Modrzejewskiej w Krakowie
- 2016
  - Głód, Narodowy Stary Teatr im. Heleny Modrzejewskiej w Krakowie
  - Triumf woli, Narodowy Stary Teatr im. Heleny Modrzejewskiej w Krakowie
  - Podopieczni, Narodowy Stary Teatr im. Heleny Modrzejewskiej w Krakowie
- 2017 
  - Szewcy, Narodowy Stary Teatr im. Heleny Modrzejewskiej w Krakowie
- 2018
  - Rok z życia codziennego w Europie Środkowo-Wschodniej, Narodowy Stary Teatr im. Heleny Modrzejewskiej w Krakowie
  - Konformista 2029, Teatr Łaźnia Nowa
- 2019
  - Panny z Wilka, Narodowy Stary Teatr im. Heleny Modrzejewskiej w Krakowie
  - Nadchodzi chłopiec, Narodowy Stary Teatr im. Heleny Modrzejewskiej w Krakowie
- 2021
  - Śnieg, Gdański Teatr Szekspirowski
  - Trąbka do słuchania, Narodowy Stary Teatr im. Heleny Modrzejewskiej w Krakowie
  - Biesy. Spektakl o piciu herbaty, Narodowy Stary Teatr im. Heleny Modrzejewskiej w Krakowie
- 2022 
  - Książę Niezłomny, Narodowy Stary Teatr im. Heleny Modrzejewskiej w Krakowie
  - Orlando. Bloomsbury, Narodowy Stary Teatr im. Heleny Modrzejewskiej w Krakowie
  - Marzenia polskie / Les rêves polonais, Narodowy Stary Teatr im. Heleny Modrzejewskiej w Krakowie
- 2024
  - Schron przeciwczasowy, Narodowy Stary Teatr im. Heleny Modrzejewskiej w Krakowie
  - Dzieje grzechu, Narodowy Stary Teatr im. Heleny Modrzejewskiej w Krakowie

## Nagrody[2]
- 2010 – Główna nagroda aktorska za rolę tytułowego Kaspara w przedstawieniu B. Wysockiej na 50. Kaliskich Spotkaniach Teatralnych oraz na XLV festiwalu KONTRAPUNKT w Szczecinie
- 2013 – Festiwal Koszalińskie Konfrontacje Młodych m-teatr – nagroda dla najlepszego aktora za rolę w przedstawieniu Paw królowej wg D. Masłowskiej, reż. P. Świątek
- 2015 – Nagroda im. S. Wyspiańskiego za Boska Komedia. Wszystko powiem Bogu, reż. M. Strzępka
- 2018 – Pierwsza nagroda aktorska za najlepszą rolę męską na 11. Międzynarodowym Festiwalu Teatralnym Boska Komedia za spektakl Konformista 2029, reż. B. Szydłowski